# Filippo Caffieri
Filippo Caffieri (Roma, 1634 – Parigi, 1716) è stato un ebanista e scultore italiano naturalizzato francese.

## Biografia
Nato a Roma in una famiglia originaria di Napoli, dopo aver servito papa Alessandro VII, fu portato in Francia dal cardinal Giulio Mazzarino, ed entrò a servizio del re Luigi XIV intorno al 1660, come un altro artista italiano presente alla corte francese, Domenico Cucci.
Filippo Caffieri si stabilì nello stesso edificio della manifattura Gobelins. Sposò la sorella del pittore del re, Charles Le Brun. Fu il primo di una prolifica famiglia di scultori. I suoi figli e discendenti, tra i quali Philippe e Jacques, furono attivi principalmente alla corte francese.
Filippo Caffieri eseguì numerosi lavori per il Museo del Louvre, il palazzo delle Tuileries, la reggia di Versailles e a Dunkerque, dove dal 1687 al 1714 decorò i grandi vascelli della flotta reale.